# Santuario di Maria Santissima di Servigliano
Il santuario di Maria Santissima di Servigliano si trova in Val d'Agri (Basilicata), sul punto più alto della  Serra di Montemurro (Altopiano di Santo Jaso, 1299 m s.l.m.), nel comune di Montemurro.

## Storia
La chiesa originaria, con annessa badia e antichissima (appare già nel 1068 in un diploma di concessione del feudo di Montemurro alla chiesa episcopale di Tricarico con il nome di Ecclesiam Sanctae Mariae de Sorbaleno) si trovava invece in località  Servigliano o Sorvegliano, ma fu distrutta dalla frana che colpì Montemurro il 26 febbraio 1907. La ricostruzione avvenne però in altro luogo, a seguito della visione da parte di un contadino della Madonna che chiedeva, ad remittendum peccata, la costruzione del proprio santuario sull'altopiano di  Santo Jaso, ove è attualmente.
La nuova chiesa, di più modesto impianto, fu interamente costruita dagli abitanti di Montemurro e terminata nel 1911. La bellissima statua della Madonna di Servigliano risale al XIV secolo ed è stata recentemente restaurata: viene portata in processione dal paese al santuario la seconda domenica di maggio e dal santuario al paese la seconda domenica di settembre, custodita nella Chiesa Madre.
Curioso è il nome dell'altopiano, da molti ritenuto corruzione dialettale di san Biagio. In realtà il nome deriva da Jaso, figlia di Asclepio, una delle divinità greche della medicina (a Roma fu venerato col nome di Esculapio). Santo è invece corruzione del termine latino saltus, in quanto la zona veniva chiamata saltus Iasi, cioè foresta di Jaso.